# Allosmaitia pion
Allosmaitia pion är en fjärilsart som beskrevs av Frederick DuCane Godman och Osbert Salvin 1887. Allosmaitia pion ingår i släktet Allosmaitia och familjen juvelvingar. Inga underarter finns listade i Catalogue of Life.